# Preseka Ozaljska
Preseka Ozaljska – wieś w Chorwacji, w żupanii karlowackiej, w gminie Kamanje. W 2011 roku liczyła 12 mieszkańców.